# Secernosaurus
Secernosaurus koerneri
Genre
Espèce
Synonymes
- † Kritosaurus australis Bonaparte[1], 1984

Secernosaurus est un genre fossile de dinosaures ornithopodes de la famille des Hadrosauridae et de la sous-famille des Saurolophinae ayant vécu en Amérique du Sud au cours de la fin du Crétacé supérieur. Ses fossiles ont été découverts en Argentine, dans les provinces de Río Negro et de Chubut dans des sédiments datés du Campanien supérieur et Maastrichtien inférieur, soit il y a environ 72 Ma (millions d'années). 
C’était le seul genre d'hadrosauridés connu en Amérique du Sud et, plus globalement sur l'ancien supercontinent de Gondwana jusqu'à la découverte en 2010, également en Argentine, de Willinakaqe.
Une seule espèce est rattachée au genre, Secernosaurus koerneri, décrite pour la première fois en 1979 par Michael K. Brett-Surman (d).

## Étymologie
Son nom signifie « reptile coupé » (dans le sens de « séparé » des autres), car lors de sa découverte, tous les hadrosaures connus avaient été découverts sur le supercontinent de la Laurasia (Amérique du Nord, en Europe, en Asie et en Afrique du Nord).

## Description
Les fossiles de l'holotype, référencé FMNH PR 13423, indiquent qu'il s'agirait d'un hadrosauridé sans crête et de petite taille, 3 mètres de long, 1,20 mètre de haut pour une masse de 200 à 400 kilos.
Cependant, le spécimen nommé initialement Kritosaurus australis et classé en 2010 comme un synonyme junior de Secernosaurus par Prieto-Márquez et Salinas serait beaucoup plus grand, pouvant peut-être atteindre 8 mètres de longueur totale. Cette mise en synonymie de Kritosaurus australis avec Secernosaurus est toutefois rejetée par Penélope Cruzado-Caballero et J. E. Powell en 2017 .
En 2018, une étude par tomodensitométrie et moulage de son endocrâne a montré une morphologie cérébrale très semblable à celle de tous les saurolophinés de l'hémisphère nord.

## Classification
Il fait partie de la famille des Hadrosauridae.
A. Prieto-Marquez en 2014 place Secernosaurus dans la sous-famille des Saurolophinae et dans le clade (tribu) des Kritosaurini en compagnie des genres nord-américains : Kritosaurus, Gryposaurus et Naashoibitosaurus et de Willinakaqe.

### Phylogénie
Le cladogramme ci-dessous a été réalisé par Prieto-Márquez et ses collègues en 2016. Il précise leurs analyses précédentes de 2010 et 2014,. Leur étude a pris en compte 61 espèces d'hadrosauridés caractérisées par 273 caractéristiques morphologiques (189 au niveau du crâne et 84 pour le squelette post-crânien). Secernosaurus y est positionné en groupe frère du genre argentin Willinakaqe :
- - Telmatosaurus
  - 
    - 
      - Jintasaurus
      - Lophorhothon

    - 
      - Claosaurus
      - 
        - Tethyshadros
        - Hadrosauridae
          - Hadrosaurus
          - Saurolophidae
            - Lambeosaurinae
            - Saurolophinae
              - 
                - Acristavus
                - Maiasaura
                - Brachylophosaurus

              - 
                - 
                  - Naashoibitosaurus
                  - 
                    - Kritosaurus
                    - 
                      - Gryposaurus
                      - 
                        - « Big Bend UTEP 37.7 »
                        - 
                          - Willinakaqe
                          - Secernosaurus

                - 
                  - "Sabinosaure" PASAC-1
                  - 
                    - 
                      - Prosaurolophus
                      - 
                        - Augustynolophus
                        - Saurolophus

                    - 
                      - Kerberosaurus
                      - 
                        - Kundurosaurus
                        - 
                          - Shantungosaurus
                          - Edmontosaurus